# アベリストウィス・クリフ鉄道
アベリストウィス・クリフ鉄道（アベリストウィスクリフてつどう、英: Aberystwyth Cliff Railway、ウェールズ語: Rheilffordd y Graig）は、ウェールズ・ケレディジョン州アベリストウィスにある鋼索鉄道である。
1896年8月1日に路線延長237mの当鉄道が開業した。スコットランドのケアンゴーム登山鉄道 (Cairngorm Mountain Railway) が開業した2001年から同鉄道が運行を休止する2018年までの期間を除いて、当鉄道がブリテン諸島における2番目に長い鋼索鉄道である。

## 建設
このケーブルカーは、ヴィクトリア朝時代にアベリストウィス開発会社 (Aberystwyth Improvement Company) がレジャー施設として開発したコンスティテューション・ヒル (Constitution Hill) への来場客の輸送用として建設された。テーマパークのさきがけとして開発されたコンスティテューション・ヒルは、丘の麓にアーケードとレストランがあり、丘の頂上にはカメラ・オブスクラ館とフラワーガーデンがあった(現在ではそれに加えてカフェがある)。この丘の上下を結ぶ輸送手段兼アトラクションとして開業した。コンスティテューション・ヒルは、後に労働党議員になるジョージ・クロイドン・マークス (George Croydon Marks) によって設計および工事監督された。彼は同時期にロイヤル・ピア (Royal Pier) 向けの新しいパビリオンを設計している。
クロイドン・マークスはコンスティテューション・ヒルの開発にあたって、ケーブルカーの建設よりも前から存在した蛇行する登山道と鉄道が干渉しないように、登山道が鉄道の上を歩道橋で越えるようにするために中間部を深い掘割構造とした。そのために掘り出された岩の量は12,000トンにもなった。

## 運行
建設当時は、水タンクに貯水しその重量で車両を上下させる水重力式で運行されていた。1921年に電化され、頂上駅側に巻き上げ機を設置して上下させる方式に改められた。軌間は標準ゲージで、勾配は50パーセントより急勾配で、778フィート (237 m)で430フィート (130 m)登っている。
当鉄道には、それぞれ30名が乗車できる対になった車両があり、「ロード・ゲライント (Lord Geraint)」および「ロード・マークス (Lord Marks)」の名称が付いている。

## 音楽および文学における出演
当鉄道は、マルコム・プライス (Malcolm Pryce) の作品に出演している。